# Nikole Hannah-Jones
Pour les articles homonymes, voir Hannah et Jones.
Nikole Hannah-Jones (née le 9 avril 1976), est une journaliste d'investigation américaine connue pour sa couverture des droits civiques aux États-Unis. En avril 2015, elle est devenue rédactrice pour le New York Times.

## Jeunesse
Nikole Hannah-Jones est née à Waterloo, dans l'Iowa. Son père, Milton Hannah, est afro-américain, et sa mère, Cheryl A. Novotny, est d'origine tchèque et anglaise. En 1947, lorsque son père avait deux ans, sa famille déménage vers le nord dans l'Iowa, depuis Greenwood dans le Mississippi, dans la région du Mississippi Delta, comme l'ont fait beaucoup de familles afro-américaines à cette époque.  
Nikole et sa sœur ont fréquenté des écoles presque entièrement blanches dans le cadre du programme volontaire d'autobus de déségrégation. Elle a suivi ses études secondaires à la Waterloo West High School (en) où elle a écrit pour le journal de l'établissement et a obtenu son diplôme en 1994.  
Elle est titulaire d'un baccalauréat universitaire (licence) en histoire et études afro-américaines de l'Université de Notre-Dame, qu'elle a obtenu en 1998. Elle est diplômée de la UNC Hussman School of Journalism and Media (en) de l'Université de Caroline du Nord avec un master of arts obtenu en 2003. Elle était également boursière du programme Roy H. Park,.     

## Carrière
Nikole Hannah-Jones commence sa carrière d'écrivaine en 2003, en travaillant sur le rythme éducatif, qui comprenait principalement les écoles publiques afro-américaines de Durham, pour le The News & Observer (en) à Raleigh, un poste qu'elle a occupé pendant trois ans.  

De 2008 à 2009, elle reçoit une bourse de l'Institut pour les études avancées en journalisme, ce qui lui a permis de voyager à Cuba pour étudier les soins de santé universels et le système éducatif cubain sous Raul Castro. En 2011, elle rejoint l'organisme de presse à but non lucratif ProPublica, basé à New York, où elle couvre les droits civiques et poursuit les recherches qu'elle a commencées dans l'Oregon sur la redlining et les rapports d'enquête approfondis sur le manque d'application de la loi Fair Housing Act pour les minorités. Hannah-Jones passe également du temps à Tuscaloosa, en Alabama, où l'arrêt Brown c. Board of Education a eu peu d'effet.  

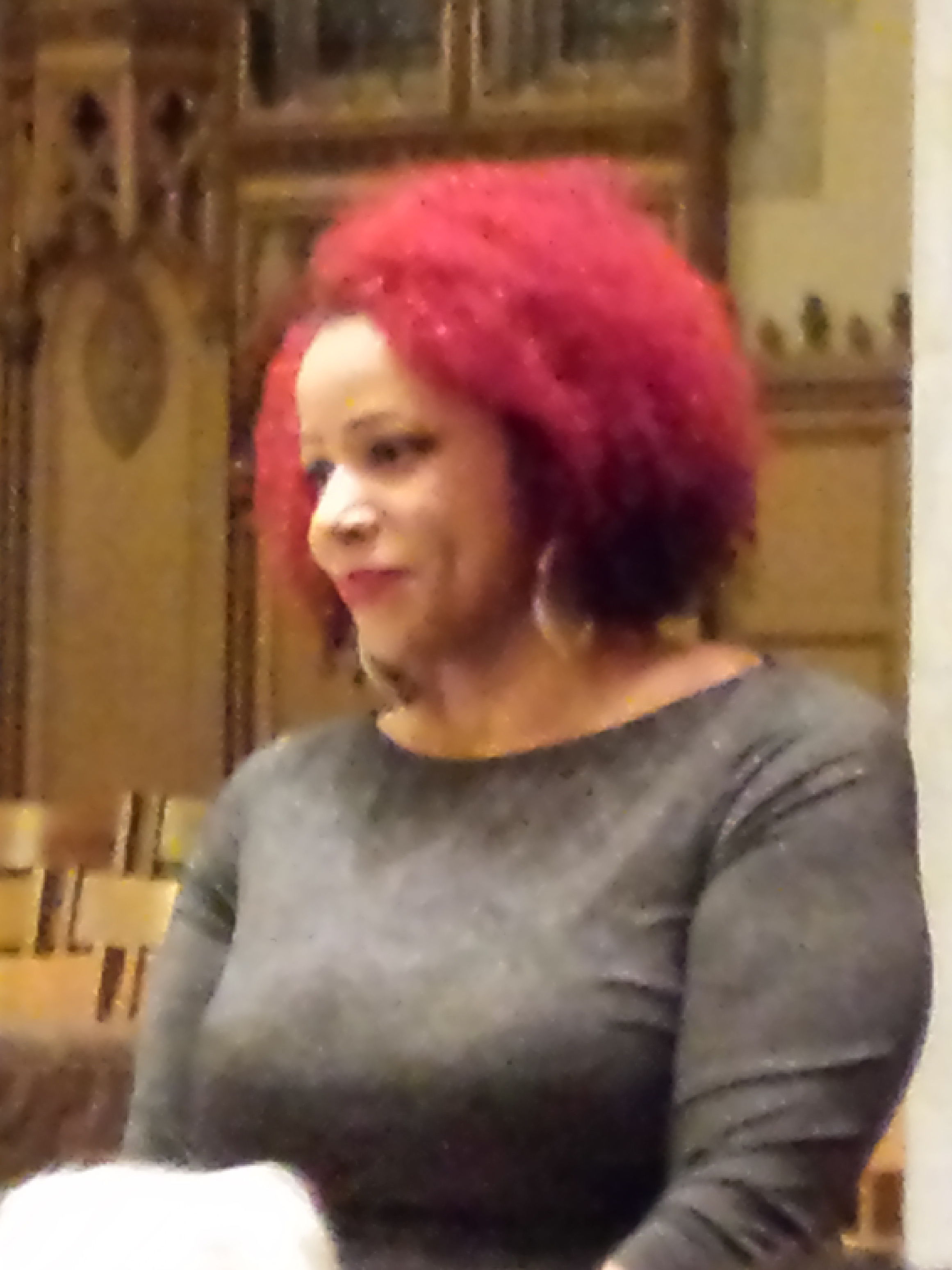
Nikole Hannah-Jones avec des participants après avoir donné une conférence à Rochester dans l'État de New York.

En 2015, elle devient journaliste pour le New York Times. Elle écrit le premier essai publié dans Le projet 1619, « une initiative en cours portée par le New York Times Magazine qui a débuté en août 2019... [qui] vise à recadrer l'histoire du pays en plaçant les conséquences de l'esclavage et les contributions des Noirs américains au centre même de notre récit national ». Le projet suscite l'adhésion de certains historiens, mais aussi diverses critiques, contestant notamment une vision idéologique et anachronique, ne tenant pas compte du contexte, l'amenant ainsi à faire, à tort, de l'esclavage la première cause de la proclamation d'indépendance des Etats-Unis ou à assimiler système esclavagiste et capitalisme.  
Nikole Hannah-Jones est reconnue comme une autorité sur des sujets tels que la ségrégation raciale, la déségrégation et la reségrégation dans les écoles américaines,, mais aussi sur la discrimination en matière de logement, et a parlé de ces questions lors d'émissions de radio publiques nationales. Elle écrit pour découvrir et dénoncer le racisme systémique et institutionnel perpétué par les lois et les actes officiels.  
Ses histoires ont été citées dans de nombreuses autres publications comme étant particulièrement importantes en ce qui concerne les relations raciales. Elle a notamment enquêté sur le quartier scolaire où l'adolescent Michael Brown a été abattu, l'un des « quartiers les plus isolés et les plus pauvres de tout l'État » du Missouri,. La critique Laura Moser du magazine Slate a ainsi fait l'éloge de son rapport sur la reségrégation scolaire, qui montre comment les inégalités scolaires ont pu être un facteur dans la mort de Michael Brown.  
Nikole est boursière Emerson 2017 de la New America (en) où elle travaille sur un livre sur la ségrégation scolaire. Ce livre, The Problem We All Live with, est prévu pour juin 2020 chez l'éditeur américain Random House.  
Nikole Hannah-Jones est aussi lauréate du prix Genius Award de la Fondation MacArthur en 2017.

## L'organisation «Ida B. Wells Society for Investigative Reporting»
En 2015, Nikole Hannah-Jones, avec Ron Nixon, Corey Johnson et Topher Sanders, commence à rêver de créer la Ida B. Wells Society for Investigative Reporting. Cette organisation a été lancée en 2016 à Memphis, dans le Tennessee, dans le but de promouvoir le journalisme d'investigation, qui est alors le type de reportage le moins courant. Suivant les traces d'Ida B. Wells, cette organisation encourage les journalistes issus de minorités à dénoncer les injustices perpétrées par le gouvernement et à défendre les personnes susceptibles d'être exploitées. Elle a été créée avec le soutien de l'Open Society Foundations, Fondation Ford et de la CUNY Graduate School of Journalism. 

## Vie privée
Nikole Hannah-Jones vit dans le quartier de Bedford – Stuyvesant à Brooklyn avec son mari, Faraji Hannah-Jones, et leur fille. 

## Prix
- 2007, 2008, 2010 : Society of Professional Journalists (en), Pacific Northwest, Prix d'excellence en journalisme[28]
- 2012 : Freedom Forum (en), Prix de l'innovation en journalisme de surveillance
- 2013 : The Sidney Award (en)[29]
- 2013 : Columbia University, Prix Paul Tobenkin Memorial[30]
- 2015, 2016, 2017, 2018, 2019 : The Root 100
- 2015 : National Awards for Education Reporting, premier prix, beat reporting
- 2015 : Association nationale des journalistes noirs, Journaliste de l'année[31]
- 2015 : Finaliste du National Magazine Award, intérêt public
- 2015 : Education Writers Association, Grand prix Fred M. Hechinger pour les reportages sur l'éducation[32]
- 2015 : Prix du président du Collège Emerson pour leadership civique
- 2016 : Prix George Polk, reportage radio[33]
- 2017 : Bourse de la Fondation MacArthur[25]
- 2017 : Lauréate du National Magazine Award, intérêt public[34]

## Travaux
- Nikole Hannah-Jones, Living Apart How the Government Betrayed a Landmark Civil Rights Law, New York, ProPublica, 2012, 38 p. (ISBN 978-1-4532-5444-8, OCLC 825553231)

## Voir également
- Le projet 1619